# Lady Sarashina (opéra)
Pour l'écrivain japonaise, voir Sugawara no Takasue no Musume.
Lady Sarashina est un opéra du compositeur hongrois Péter Eötvös sur un livret de Mari Mezei, créé en 2008 à Lyon. L'histoire est adaptée de la vie de Sugawara no Takasue no Musume dite Sarashina, via son journal, Sarashina nikki (Le Journal de Sarashina), qui a vécu au Japon au début du xie siècle.

## Historique
Lady Sarashina, quatrième opéra de Péter Eötvös, est une commande de l'Opéra national de Lyon. Le compositeur s'est déjà inspiré de l'œuvre de Sarashina en 1999 en l'adaptant en une version scénique allégée en forme de théâtre musical, As I Crossed a Bridge of Dreams.
Lady Sarashina est créé le 4 mars 2008 à l'Opéra national de Lyon à l'occasion de la biennale de Musiques en Scène, sous la direction du compositeur avec l'orchestre de l'Opéra national de Lyon et mis en scène du chorégraphe japonais Ushio Amagatsu, déjà présent lors de la création du premier opéra de Péter Eötvös, Trois sœurs. La mise en scène, sobre, présente un décor muni de deux cercles d'aciers bougeant lentement, et les costumes et le maquillage rappellent le kabuki et le nô. L'opéra est par la suite représenté en février 2009 au théâtre national de l'Opéra-Comique de Paris.

## Description
Lady Sarashina est un opéra en un acte et neuf tableaux en anglais d'une durée d'environ une heure et vingt minutes. La partition est dédiée à l'actrice japonaise Sayoko Yamaguchi. Le livret est adapté du journal de Sarashina, un des tout premiers récits de voyage de la littérature, et se déroule dans le Japon du xie siècle. En plus du personnage principal, Sarashina, un trio vocal, qui l'accompagne en jouant les souvenirs qu'elle évoque, interprète tous les autres rôles. La partition évoque des sonorités japonaises sans employer d'instruments traditionnels. Par ailleurs, les voix sont amplifiées par un système de micros et de hauts-parleur.

### Rôles
Les rôles de Lady Sarashina sont les suivants :
| Rôle                                                                           | Tessiture     | Créateur           |
| ------------------------------------------------------------------------------ | ------------- | ------------------ |
| Lady Sarashina                                                                 | soprano       | Mireille Delunsch  |
| Le garde, le bouffon, les messager, le père, le chat; le bonze, le gentilhomme | baryton       | Peter Bording (de) |
| La Princesse, La Jeune Dame, une Dame du rêve                                  | soprano       | Ilse Eerens (de)   |
| L’Impératrice la mère, la sœur, une dame du rêve, la dame d’honneur            | Mezzo-soprano | Salome Kammer (de) |

## Instrumentation
L'instrumentation de  comprend l'effectif détaillé suivant :
- Vents : 2 flûtes, hautbois, 3 clarinettes, 2 bassons ;
- cuivres : 3 cors, 2 trompettes, 2 trombones, tuba ;
- 2 percussionnistes, harpe, célesta ;
- cordes : 6 violons, 5 violons II, 4 altos, 3 violoncelles, 2 contrebasses.